# Левітін Костянтин Пилипович
Костянтин Пилипович Левітін (19 травня 1895, місто Нахічевань-на-Дону, тепер частина міста Ростова-на-Дону Ростовської області, Російська Федерація — розстріляний 22 серпня 1938, місто Москва, тепер Російська Федерація) — радянський діяч, голова виконавчого комітету Череповецької губернської ради, відповідальний секретар Пензенського окружного комітету ВКП(б), голова Самарської міської ради. Кандидат у члени ЦВК СРСР 5-го скликання. Член Центральної контрольної комісії ВКП(б) у 1927—1930 роках.

## Життєпис
Народився в родині шевського майстра в місті Нахічевань-на-Дону (за іншими даними — народився в місті Ростові Ярославської губернії). У 1905—1907 роках навчався у початковій школі.
У 1907—1910 роках — учень, підмайстер у шевській майстерні. У 1910—1912 роках — робітник на ткацькій фабриці. У 1912—1914 роках — робітник на заводі сільськогосподарських машин Акціонерного товариства «Аксай».
Член РСДРП(б) з 1913 року.
У 1914 році — член Ростовського комітету РСДРП. З липня 1914 року — член Ростовського загальноміського страйкового комітету.
У січні 1915 року заарештований за революційну діяльність, засуджений до трирічного адміністративного заслання до Самари. Працював шевцем у приватній майстерні міста Самари. У 1916 році за дорученням Самарського комітету РСДРП виїжджав до Саратова, Петрограда, Нижнього Новгорода з метою підготовки партійної конференції поволзьких міст. 10 серпня 1916 року заарештований у Нижньому Новгороді, доставлений до Самари, засуджений до 4 місяців в'язниці за самовільний від'їзд із міста без дозволу поліції.
У січні 1917 року після відбуття терміну заслання мобілізований до російської армії. Служив рядовим 133-го запасного піхотного полку. Незабаром дезертував із армії, переїхав до Катеринодару (Краснодар).
У 1917 році — член Катеринодарського комітету РСДРП(б), голова Катеринодарської Спілки шкіряників, член президії Катеринодарської ради, помічник комісар праці у місті Ростові-на-Дону.
Весною 1918 року повернувся до Самари, працював у Самарській Спілці шкіряників.
З червня до жовтня 1918 року — член, заступник голови Самарського підпільного губернського комітету РКП(б).
З жовтня 1918 до 1919 року — голова Самарської Спілки шкіряників, член президії Самарської губернської ради профспілок.
З листопада 1918 до лютого 1919 року — голова Самарського міського комітету комсомолу (РКСМ). Один із організаторів комсомолу Самарської губернії.
З березня до вересня 1919 року — заступник голови Самарської губернської надзвичайної комісії (ЧК) з боротьби із контрреволюцією, саботажем та злочинами за посадою; член Самарського військово-революційного комітету.
З 1919 року працював у Сибірській надзвичайній комісії (ЧК).
У 1922—1923 роках — завідувач Іркутської губернської торгової групи, член Іркутської губернської Ради народного господарства.
На 1923 рік — заступник голови виконавчого комітету Томської губернської ради.
З 1924 року працював у Державному політичному управлінні (ДПУ) Сибірського краю.
У 1926—1927 роках — голова Череповецької губернської контрольної комісії ВКП(б) — завідувач Череповецького губернського відділу робітничо-селянської інспекції.
До вересня 1927 року — голова виконавчого комітету Череповецької губернської ради.
У 1927 — липні 1928 року — голова Ульяновської губернської контрольної комісії ВКП(б) — завідувач Ульяновського губернського відділу робітничо-селянської інспекції.
У 1928 році — відповідальний секретар Пензенського окружного комітету ВКП(б).
З серпня 1928 до грудня 1929 року — заступник голови та член президії Середньоволзької крайової контрольної комісії ВКП(б) — заступник завідувача Середньоволзького обласного управління робітничо-селянської інспекції в Самарі.
3 грудня 1929 — 22 липня 1930 року — голова Самарської міської ради (голова виконавчого комітету Самарської міської ради робітничих, селянських та червоноармійських депутатів).
У 1930—1932 роках — слухач Курсів марксизму-ленінізму в Москві.
З 1932 року — на господарській роботі.
З 1937 до лютого 1938 року — помічник начальника Головного управління металургійної промисловості Народного комісаріату промисловості СРСР.
5 лютого 1938 року заарештований органами НКВС. Військовою колегією Верховного суду СРСР 22 серпня 1938 року засуджений до страти. Того ж дня розстріляний. Похований на полігоні «Комунарка» біля Москви.
У березні 1956 року посмертно реабілітований ухвалою Військової колегії Верховного суду СРСР.